# Воїни світла (фільм)
«Воїни світла» (англ. Daybreakers, дослівно Володарі світанку) — австралійсько-американський фантастичний трилер-антиутопія 2009 р. сценаристів і режисерів Майкла та Пітера Спіріг. Дія фільму розгортається у футуристичному світі, підконтрольному вампірам. Вампірська корпорація ставить за ціль захопити людей-виживанців і доставити їх до «ферми», досліджуючи заміну крові. Провідний гематолог-вампір Едвард Далтон (Ітан Хоук) зустрічається з лідером купки людей, колишнім вампіром «Елвісом» (Віллем Дефо), який має ліки, що можуть врятувати рід людський.
Прем'єра відбулася в Торонто на Міжнародному кінофестивалі, фільм випущений у Великій Британії 6 січня 2010 р., в Північній Америці — 8 січня; зібрав понад $50 млн, що удвічі більше кошторису, і отримав позитивні критичні відгуки.

## Сюжет
У 2009 році пандемія, що викликається укусом від зараженого кажана-вампіра, інфікувала більшу частину населення земної кулі, ця подія сформувала світ, де повністю домінують вампіри. Вони не здатні старіти чи вмирати, але не захищені від сонячного чи будь-якого ультрафіолетового світла, тому активні вночі, для цього створені різні технологічні та архітектурні досягнення, щоб адаптувати їх нічний цикл (наприклад, захисні авто, підземне метро, системи-попередження від сонця тощо).
Чисельність людей швидко скорочується, потреба в крові стає відчайдушною. Коли вампіри позбавлені крові протягом тривалого періоду, вони перетворюються у мутантів, психотичних, як кажани, істот, що втрачають свої спогади, незалежне мислення, основна потреба яких — полювання. Люди ж захоплюються і забираються в лабораторні господарства, а вчені-дослідники шукають синтетичний замінник крові, щоб вгамувати голод вампірів по всьому світу.
2019 рік. Едвард Далтон (Ітан Хоук) — головний гематолог фармацевтичної компанії Bromley Marks, найбільшого постачальника людської крові в Сполучених Штатах. Поряд з колегою гематологом Крістофером Карузо (Вінс Колосімо) Далтон знаходиться в процесі розробки заміни для зміцнення танучих запасів крові, речовини, що може взагалі замінити кров. Потреба у цьому підкреслена після зустрічі з босом Далтона, власником компанії (Сем Нілл), який показав, що оцінка людського населення скоротилася до 5 %, а національних запасів крові не вистачить більш, ніж місяць. Зіткнувшись з цим фактом, Едвард і Кріс проводять поспішне клінічне випробування останньої ревізії на добровольці-солдаті, що закінчується жахливим провалом.
Тим не менше, вчений-гематолог Едвард Далтон симпатизує людям і п'є кров тварин. Повертаючись з невдалої перевірки нового кровозамінника, він зустрічає людей. Едвард дізнається про приховану групу під керівництвом випадково зцілілого вампіра, Ліонеля Кормака, на прізвисько Елвіс. Далтон проводить вдалий експеримент, відтворивши умови, за яких зцілився Ліонель, і стає людиною. У цей час запаси людей закінчуються, починається епідемія деградації вампірів.
При зустрічі з колегою-вченим подругу Едварда Одрі захоплюють. Далтон йде прямо до свого боса, Чарльза Бромлі. Той кусає його і стає людиною: кров повернених у людський стан вампірів стає вакциною від вампіризму. Едвард відправляє Бромлі прямо в лапи до вампірів — на смерть. Тепер «антіепідемія» запущена. Едвард, Одрі і Ліонель виїжджають з міста.

## Ролі
- Ітан Хоук — Едвард Далтон, 35-річний гематолог, який був перетворений своїм братом Френкі на вампіра і почав працювати на новостворену компанію Bromley Marks. Він відчуває симпатію до людей, тому відмовляється пити людську кров. Він стає добровольцем для проекту повернення у людський стан, перестає бути вампіром і починає революцію за повернення людської раси.
- Віллем Дефо — Ліонель «Елвіс» Кормак, професійний механік, він був одним з перших у місті, хто створив захист від ультрафіолетового випромінювання. Одного разу, під час водіння в денний час, він був виснажений від непиття крові, це відволікло його. Палаючим Кормак впав у воду, що перетворило його назад на людину. Знайдений Одрі.
- Сем Нілл — Чарльз Бромлі. Безжальний власник компанії, найбільший постачальник крові в США, йому був поставлений діагноз раку в 2008 році, до чуми. Перетворився на вампіра, щоб вилікувати себе, хотів жити вічно зі своєю дочкою, що залишила його. Він не має жодного інтересу до життів людей знову, хоче стати найбагатшою людиною в світі.
- Клаудія Карван — Одрі Беннетт. Молода жінка, яка навчалася в коледжі під час чуми. Вона сховалася в старому сімейному винограднику і, відмовляючись стати вампіром, зібрала людей з метою захистити їх. Знайшла Елвіса і прихистила його.
- Майкл Дорман — Френкі Далтон. Молодший брат Едварда, який перетворив його у вампіра, оскільки боявся втратити його. Френкі змінив свою думку після повернення в людський стан і пожертвував собою.
- Ізабель Лукас — Елісон Бромлі. Дочка Чарльза, перетворилася на вампіра через Френкі. Її смерть викликала у Френкі прозріння.
- Вінс Колозімо — Крістофер Карузо. Партнер Едварда, гематолог, хоча набагато менш амбітний, ніж він. Він виявив спосіб, як вилікувати себе, а потім відмовився стати людиною знову, оскільки лікування зробило його дуже впливовою людиною.

## Виробництво
У листопаді 2004 р. Lionsgate придбала сценарій для Daybreakers, написаний Пітером і Майклом Спіріг. У вересні 2006 р. брати отримали фінансування від Film Finance Corporation Australia. У травні 2007 р. актор Ітан Хоук обраний на головну роль. У тому ж місяці Сем Нілл приєднався до акторського складу в ролі основного антагоніста.
Творці фільму організували конкурс на Worth1000.com (знаменитий сайт для маніпуляцій із фото), щоб скласти зображення того, як світ виглядатиме, якби майже кожен став би вампіром.
Один із декількох фільмів, в яких Віллем Дафо грав роль вампіра. Найбільш помітним з них є «Тінь вампіра» (2000).

### Алюзії
Корпорація імені Бромлі Маркс (англ. Bromley Marks) названа на честь Патрісії Бромлі Маркс, дружини Діка Маркса, австралійського легендарного рекламодавця та наставника Майкла Спіріга та Пітера Спіріга.

### Реліз
Прем'єра відбулася 11 вересня 2009 р. на 34-му щорічному міжнародному кінофестивалі в Торонто. Фільм випущений 6 січня 2010 р. у Великій Британії та Ірландії, 8 січня 2010 — в Північній Америці, 4 лютого 2010 — в Австралії.
Фільм випущений у США 8 січня 2010 року, на день народження Елвіса Преслі. Персонажа Елвіса грає Віллем Дефо через його любов до пісні Преслі Burning Love.
Коли фільм був випущений у кінотеатрах Великої Британії, його оцінили для глядачів «не молодше 15 років», але коли його випустили на DVD, рейтинг змінився на «не молодше 18 років».

## Сприйняття
Фільм має 67 % «свіжий» рейтинг на Rotten Tomatoes, зважену середню оцінку 57 зі 100 на Metacritic на основі 31 огляду.